# Asirski demokratski pokret
Asirijski demokratski pokret (sirjački ܙܘܥܐ ܕܝܡܘܩܪܛܝܐ ܐܬܘܪܝܐ, Zawʻá Demoqraṭáyá ʼÁṯuráyá, arapski الحركة الديمقراطية الآشورية ), popularno nazivan Zowaa (hrvatski Pokret), asirska politička stranka iz Iraka. Jedna je od glavnih asirskih stranaka u iračkom parlamentu (arapski مجلس النواب‎,, Majlis an-Nuwwāb al-ʿIrāqiyy; kurdski ئه‌نجومه‌نی نوێنه‌ران‎ ). Asirski demokratski pokret tvrdi da mu je cilj uspostaviti jednaka građanska prava s ostatkom Iračana, bez diskriminiranja na osnovi nacionalnosti, vjerske pripadnosti, kulture, jezika i ostalih osobina autohtonih kaldo-asirsko-sirjačkih građana Iraka, da se prizna pokolje nad njima počinjene u prošlosti i da se osigura da se nikad više ne ponove. U Kurdistanskom parlamentu imaju jedno zastupničko mjesto.
Čelnik je Yonadam Kanna. Osnovana je 12. travnja 1979. godine. Sjedište je u Bagdadu. Studentsko krilo je Kaldo-asirijska studentska unija. Vojno krilo su Zaštitne postrojbe Ninivske ravnice. Ideologija im je "asirska prava i samoodređenje", iračko jedinstvo, demokracija i jednakost.

## Vanjske poveznice
- Službene stranice (arapski)